# Mailsi
Mailsi é uma cidade do Paquistão localizada na província de Punjab.